# Stazione di Loano
La stazione di Loano è posta lungo la ferrovia Genova-Ventimiglia e serve la città di Loano, nonché il suo comprensorio, molto fiorente dal punto di vista turistico.

## Storia
La stazione fu attivata nel 1872. Il fabbricato viaggiatori, come molti altri esempi liguri, fu costruito nel 1936 dall'architetto Roberto Narducci.

## Movimento
La stazione di Loano è servita oltre che da treni regionali verso tutte le stazioni liguri, è fermata di treni Regionali Veloci per Milano Centrale e Torino Porta Nuova e di una coppia di treni Intercity per Milano Centrale.

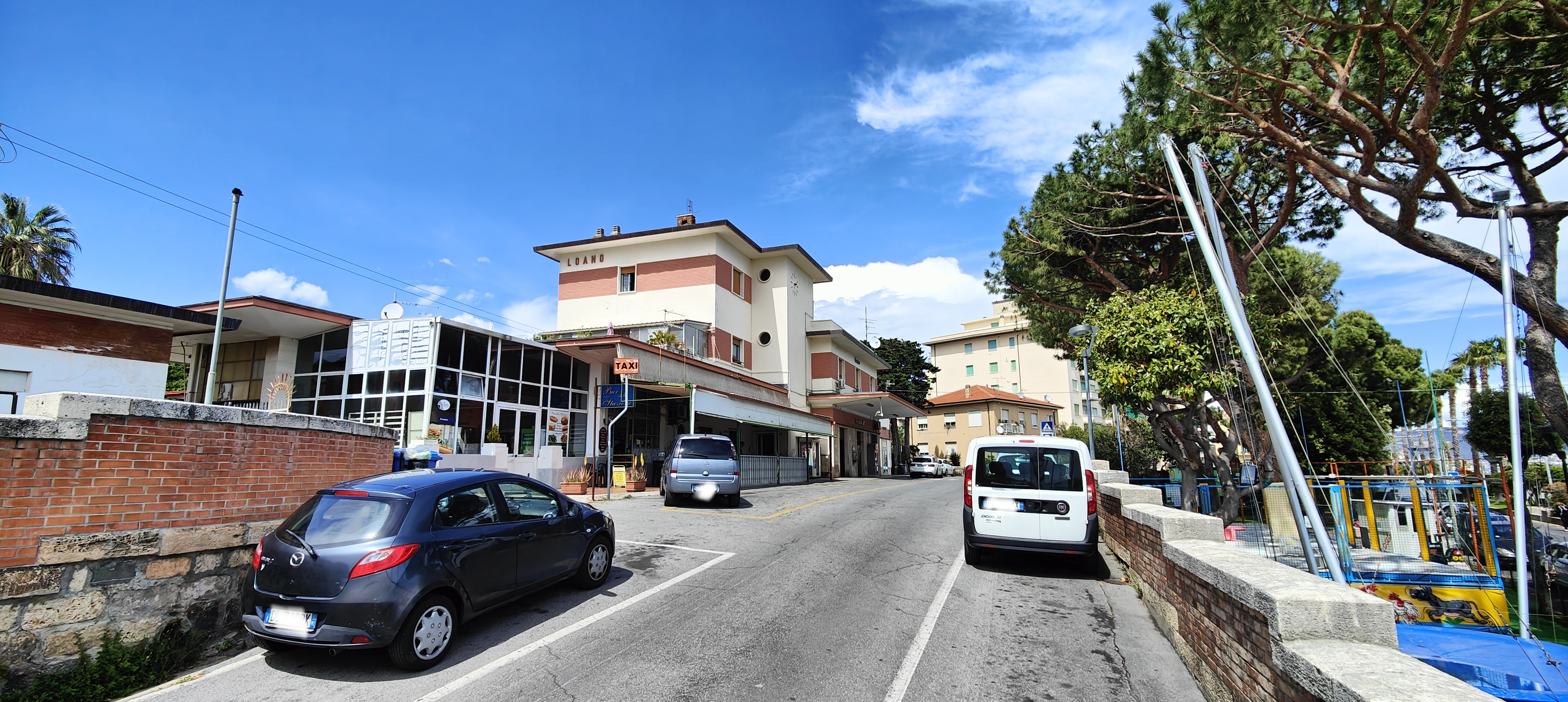
Lato ingresso lungomare

Il governo centralizzato degli enti e delle funzioni della stazione è gestito da un Apparato Centrale Elettrico ad Itinerari (ACEI) attivato il 27 ottobre 2014.

## Servizi
La stazione, che RFI include nella categoria silver, dispone di:
- Biglietteria a sportello
- Biglietteria automatica
- Bar-edicola
- Sala d'attesa